# Alloxysta xanthopa
Alloxysta xanthopa är en stekelart som först beskrevs av Thomson 1862.  Alloxysta xanthopa ingår i släktet Alloxysta, och familjen glattsteklar. Arten är reproducerande i Sverige.